# Lionel Greenstreet
Lionel Greenstreet (20 de março de 1889 - 13 de janeiro de 1979) foi um oficial marinheiro e imediato do veleiro de três mastros Endurance.
Greenstreet estava engajado na Marinha Mercante e assumiu a posição de primeiro oficial no Endurance, apenas 24 horas antes do navio largar do porto de Plymouth, Inglaterra. O imediato anterior havia sido convocado para atuar na Royal Navy na Primeira Guerra Mundial.
Por seus feitos na Expedição Transantártica Imperial (1914–17), foi agraciado com o Medalha Polar. Quando Lionel Greenstree faleceu em 13 de janeiro de 1979 era o último sobrevivente da expedição.